# Verchnjaja Salda
Verchnjaja Salda è una città della Russia europea estremo orientale (Oblast' di Sverdlovsk), situata sul fiume Salda, 195 km a nord del capoluogo Ekaterinburg; è capoluogo del Verchnesaldinskij rajon.

## Società

### Evoluzione demografica
Fonte: mojgorod.ru
- 1939: 15.000
- 1959: 37.300
- 1979: 54.700
- 1989: 55.200
- 2007: 48.900